# شيلتون لي
شيلتون لي (بالإنجليزية: Shelton Lea)‏ هو شاعر أسترالي، ولد في 1963 في فيتزوري ‏ في أستراليا، وتوفي في 13 مايو 2005.